# Dysosma
Dysosma – rodzaj bylin z rodziny berberysowatych (Berberidaceae). Należy tu od 7 do 10 gatunków (według The Plant List nawet 13) wyodrębnionych przez Roberta E. Woodsona w 1928 roku z rodzaju stopkowiec (Podophyllum), ale przez niektórych taksonomów nadal do niego zaliczanych. Przedstawiciele rodzaju występują w Chinach i w północnym Wietnamie.

## Morfologia

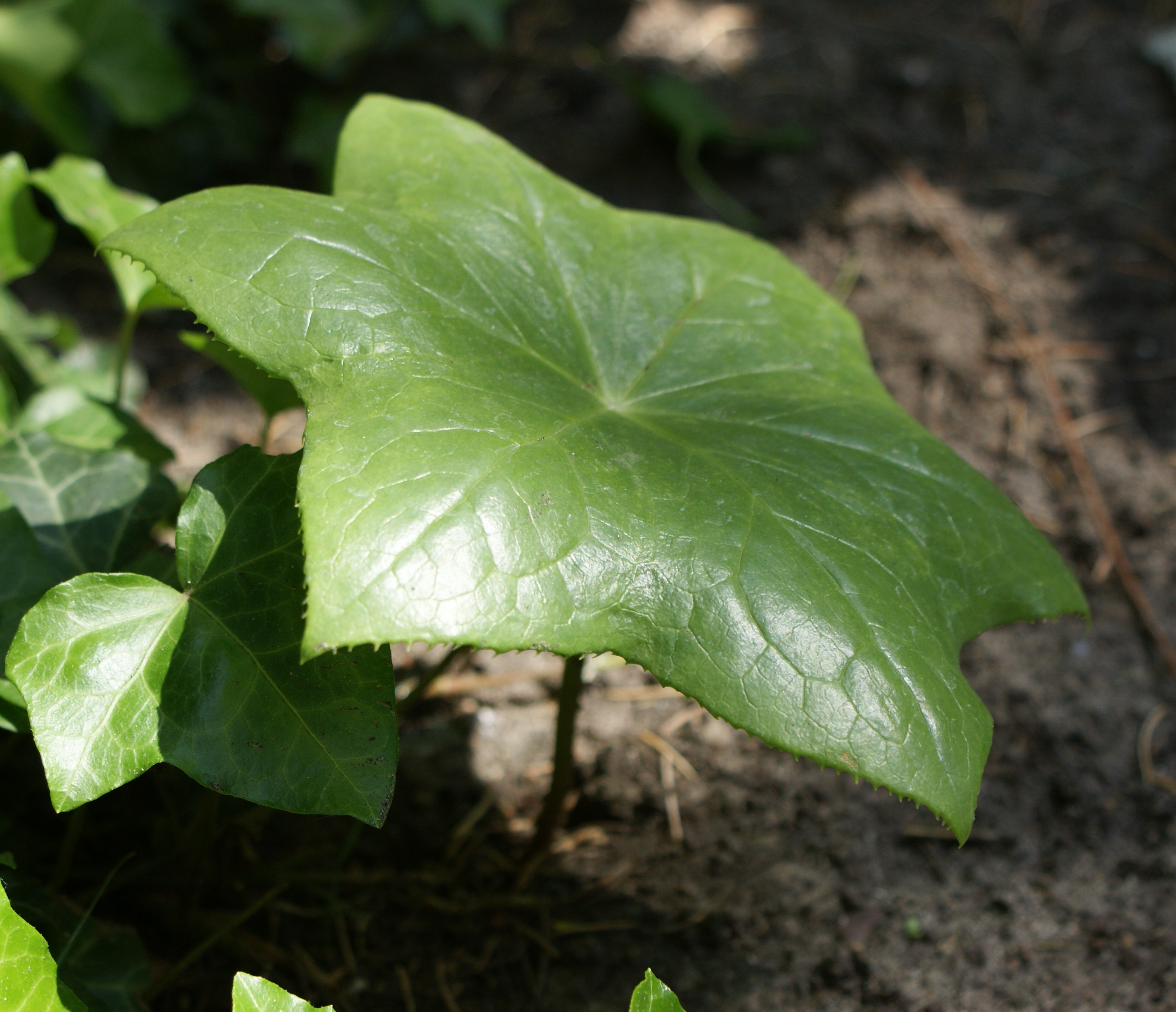
Liść D. pleiantha

PokrójByliny o tęgim, pełzającym kłączu z którego wyrastają liczne, włókniste korzenie oraz pojedyncze, nierozgałęzione łodygi u nasady otoczone okazałymi łuskami.
LiścieOkazałe, tarczowate, podzielone na 3 do 9 części lub klapowane.
KwiatySkupione po kilka w pęczek, ew. w podbaldachu, zwisające. Błoniastych działek jest 6, podobnie 6 jest ciemnopurpurowych płatków. Nitki pręcików są spłaszczone. Słupek pojedynczy zakończony kulistym znamieniem. Zalążnia jednokomorowa zawiera liczne zalążki.
OwoceCzerwona jagoda z licznymi nasionami.

## Systematyka
Pozycja systematyczna według APweb
Rodzaj należy do podrodziny Podophylloideae, rodziny berberysowatych (Berberidaceae) zaliczanej do jaskrowców (Ranunculales).
Gatunki
- Dysosma aurantiocaulis (Hand.-Mazz.) Hu
- Dysosma delavayi (Franch.) Hu
- Dysosma difformis (Hemsl. & E.H.Wilson) T.H.Wang
- Dysosma furfuracea S.Y.Bao
- Dysosma guangxiensis Y.S.Wang
- Dysosma lichuanensis Z.Zheng & Y.J.Su
- Dysosma majoensis (Gagnep.) M.Hiroe
- Dysosma majorensis (Gagnep.) T.S. Ying
- Dysosma pleiantha (Hance) Woodson
- Dysosma tonkinense (Gagnep.) M.Hiroe
- Dysosma tsayuensis T.S.Ying
- Dysosma veitchii (Hemsl. & E.H.Wilson) L.K.Fu
- Dysosma versipellis (Hance) M.Cheng

## Zagrożenia
Cztery gatunki wymienione są w Czerwonej księdze gatunków zagrożonych IUCN jako zagrożone: D. aurantiocaulis, D. tsayuensis, D. veitchii, D. versipellis.